# Hypersara metopina
Hypersara metopina là một loài ruồi trong họ Tachinidae.